# Runenstein von Landshammar

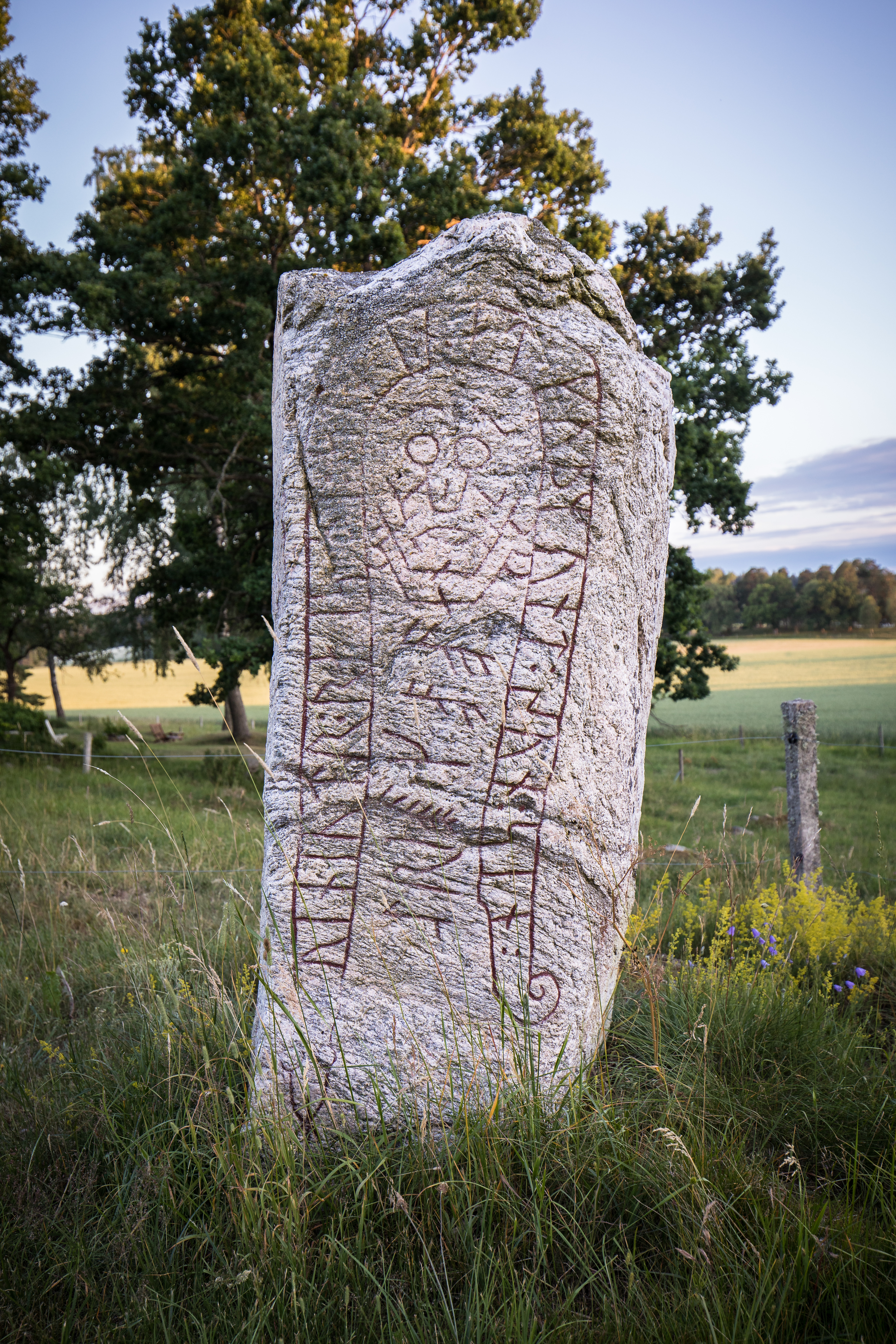
Runenstein von Landshammar

Der Runenstein von Landshammar (Samnordisk runtextdatabas Sö 167) ist ein Maskenstein westlich von Spelvik bei Nyköping, in Södermanland in Schweden. Der Runenstein steht am Straßenrand neben einem größeren Gräberfeld.
Der Stein ist ungewöhnlich, weil er neben dem Text ein Gesicht des gleichen Typs wie bei Sö 112 in Kolunda und Sö 367 in Släbro enthält. Das Gesamtmotiv besteht aus einem Schlangenband mit einer Schlange im Vogelschaustil (schwedisch Fågelperspektiv). Die Runenschleifen ähneln Zöpfen, ein Maskengesicht (schwedisch skräckmask) umrahmend. Was die Maske symbolisiert, wird diskutiert, möglicherweise ist es Odin. Einer seiner vielen Beinamen ist Grimnir (kurz auch Grim), mit der Bedeutung 'der Maskierte'. Unter dem Gesicht ist der Text mit Zweigrunen (norwegisch Lønnruner – englisch tree runes) geschrieben. Auf der Schmalseite des Steins ist der größte Teil der Oberfläche mit einem Ringkreuz im Ringerike-Stil bedeckt. Die Inschrift lautet:
„Vinjut setzte den Stein nach Gudmund, seinem Sohn, einem guten jungen Mann.“
Neben Sö 167 befindet sich das Fragment eines anderen Runensteins, das 1942 unter dem Boden des Hauptgebäudes von Landshammar gefunden wurde. Der Text auf dem Fragment lautet: „… setzte … nach Vinjut, seinem Vater.“ Die beiden Steine gehörten somit zur selben Familie.